# Tramlijn Oosterwolde - Assen
De tramlijn Oosterwolde - Assen was een tramlijn in Friesland en Drenthe tussen Oosterwolde en Assen. 

## Geschiedenis
De lijn werd geopend door de Nederlandsche Tramweg Maatschappij (NTM) op 1 juli 1915 en werd gesloten voor personenvervoer op 5 oktober 1947 tegelijk met het gedeelte tussen Hijkersmilde en Assen. Goederenvervoer werd nog uitgevoerd tot 30 september 1962 door de NS tussen Oosterwolde en Hijkersmilde. 